# Исторический центр Кривого Рога
Исторический центр Кривого Рога, также Город (укр. Історичний центр Кривого Рогу) — историческая местность в Центрально-Городском районе Кривого Рога, ядро формирования города.

## История
В 2 км к югу от жилмассива Гданцевка (на месте карьера № 3 НГОКа располагался курган Царева Могила, имевший высоту около 12 м, диаметр 106 м.

## Характеристика
Располагается в районе бывшего слияния рек Ингулец и Саксагань. Характерна линейно-вытянутая и квартальная застройка.

### Главные улицы
- Почтовый проспект;
- улица Лермонтова;
- Свято-Николаевская улица;
- улица Александра Поля;
- площадь Освобождения;
- улица Петра Калнышевского.